# Much Wenlock
Much Wenlock è un paese di 2 605 abitanti della contea dello Shropshire, in Inghilterra, conosciuto per essere sede degli Wenlock Olympian Society Annual Games ("Giochi annuali della società olimpica di Wenlock" in italiano).